# St. Marien (Wollershausen)

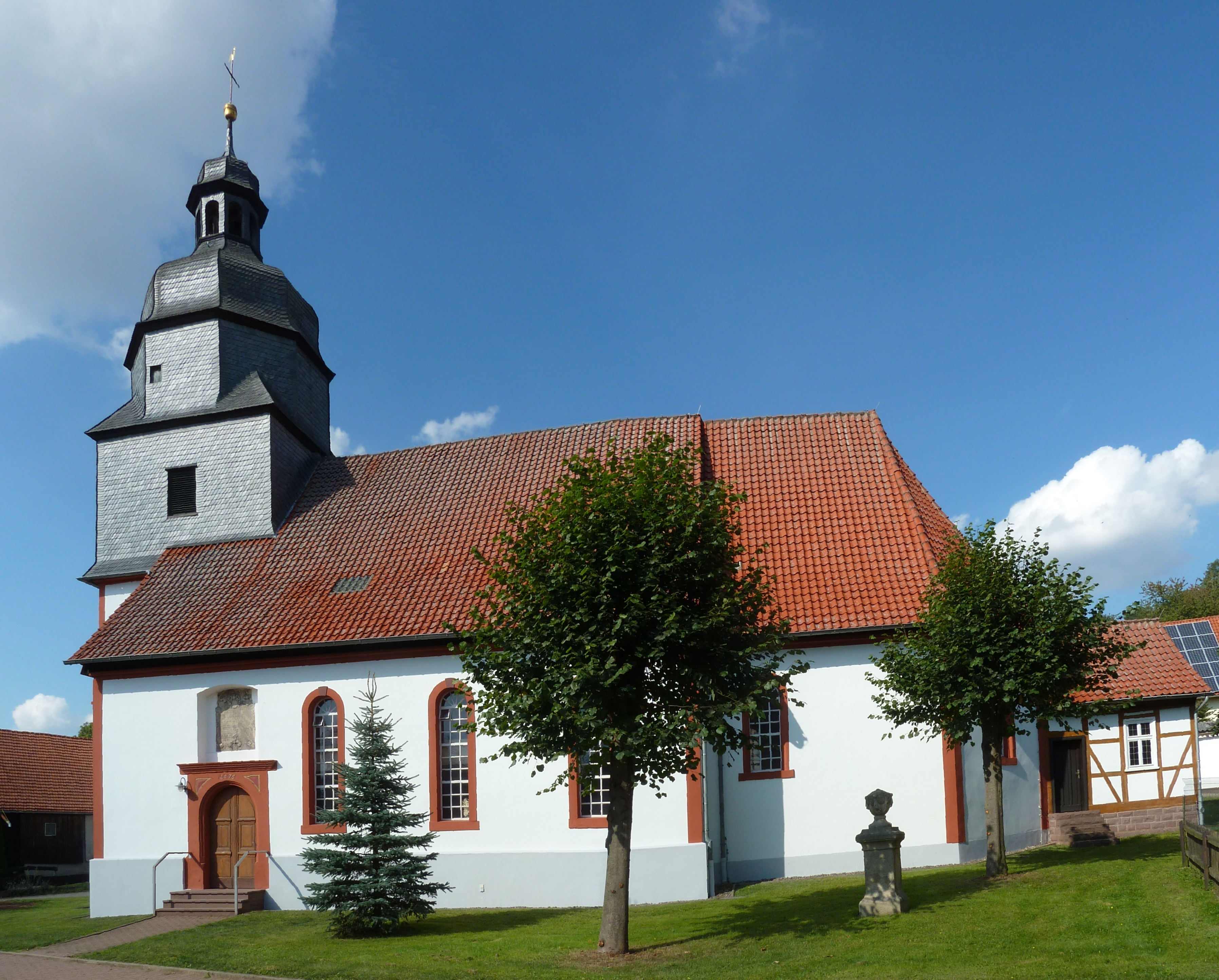
Seitenansicht der St.-Marien-Kirche

Die evangelische Sankt-Marien-Kirche ist die Kirche des kleinen Dorfes Wollershausen (Landkreis Göttingen, Niedersachsen). Die Kirchengemeinde gehört zum Kirchenkreis Harzer Land der Evangelisch-lutherischen Landeskirche Hannovers.

## Geschichte

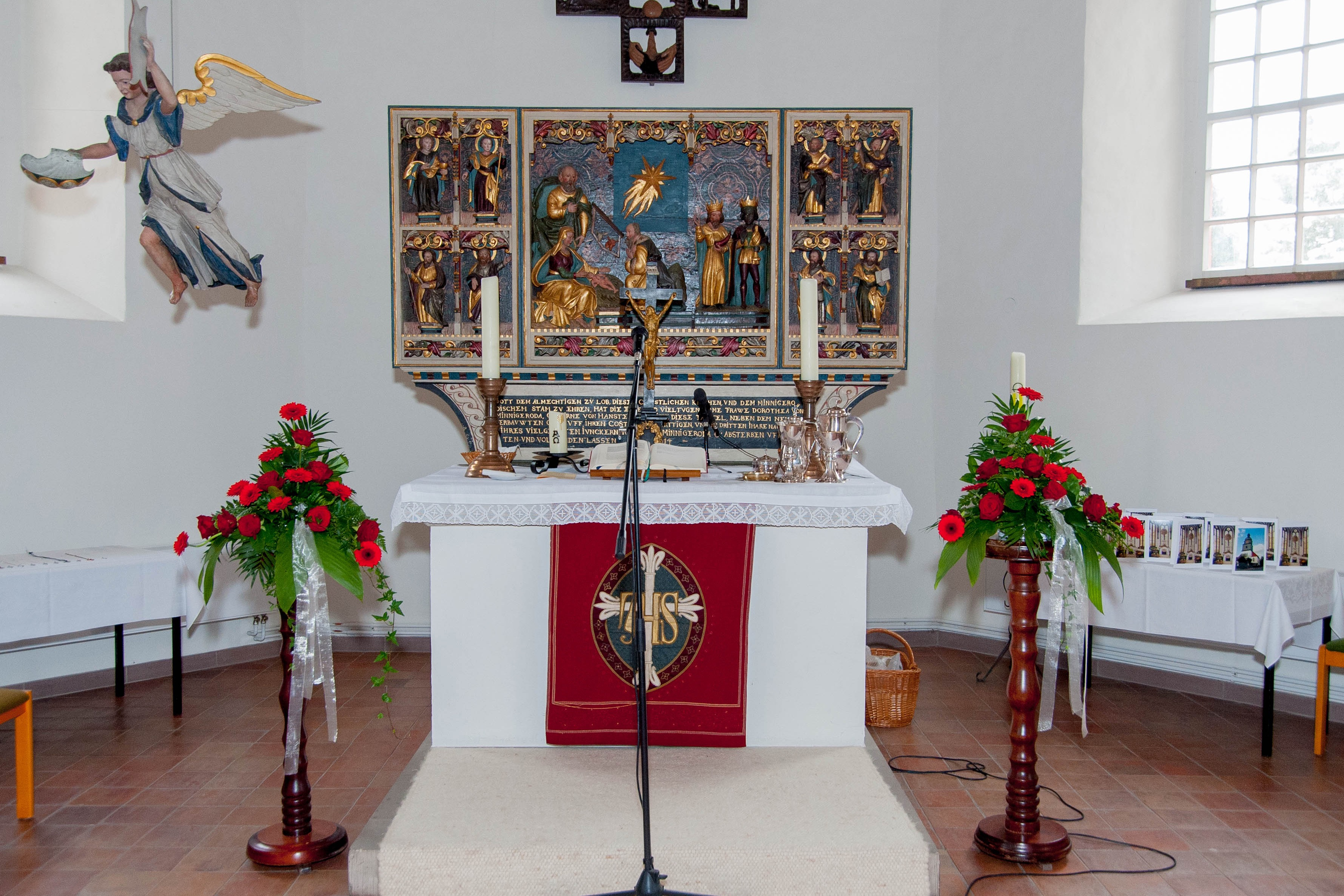
Der Altar der St.-Marien-Kirche

Eine Kapelle im damaligen Woldershusen wurde urkundlich zuerst 1387 erwähnt. Das Rittergeschlecht derer von Woldershusen schenkte dem Kloster Pöhlde das Patronatsrecht über die Wollershäuser Kapelle, die der heiligen Jungfrau Maria gewidmet war.
1398 übernahmen die Herren von Minnigerode (Adelsgeschlecht) das Patronatsrecht (bis 1934). Im Zuge der Reformation in den Jahren zwischen 1533 und 1543 wurde in Wollershausen, das im Gegensatz zu den Eichsfeld-Gemeinden südlich der Rhume zum Fürstentum Grubenhagen gehörte, der protestantische Glaube eingeführt.
1610/11 wurde unter Johann von Minnigerode der Chorraum erbaut und ein darunter liegendes Erbbegräbnis eingerichtet. Außerdem wurde die Kassettendecke aus Holz mit ihren kostbaren Gemälden erstellt, die in ihrer Art ein seltenes Kunstwerk ist.
Der Dreißigjährige Krieg verhinderte die Fortsetzung des Umbaus, der erst 1675 durch dessen Sohn Hans von Minnigerode und später durch seinen Enkel Georg Friedrich von Minnigerode fortgesetzt werden konnte: Mittelschiff und Turm mit Außenmauern aus Feldstein entstanden.
Unter dem Turm wurde das Gewölbe nun als neue Grablege der Familie bestimmt und diente als solche bis 1802. Inzwischen sind die Gebeine auf den Friedhof umgebettet.

## Ausstattung

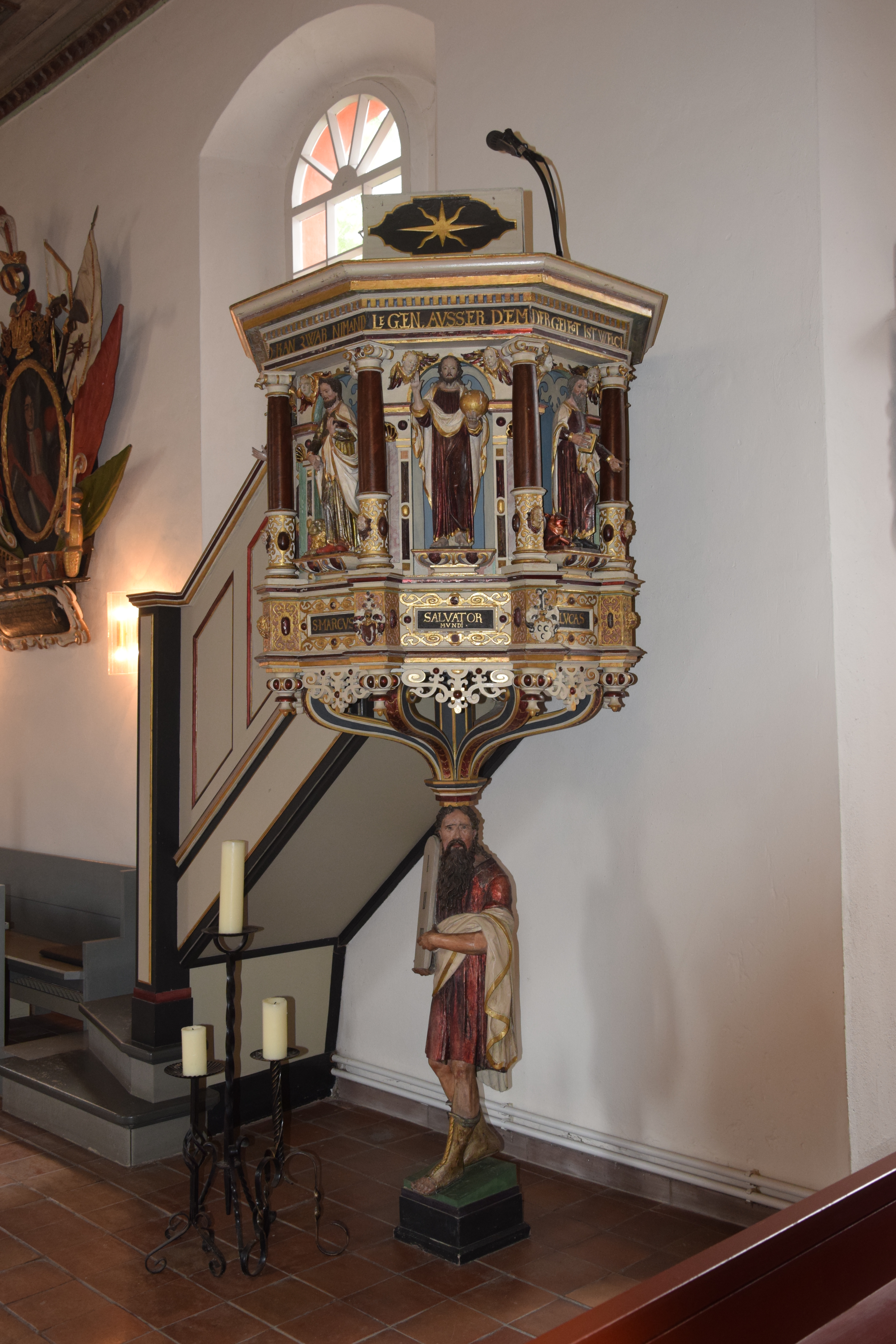
Die Holzkanzel von 1619

Der Altarbesatz, in seinen ältesten Teilen noch gotisch erhalten, zeigt die Anbetung des Jesuskindes durch die drei Weisen aus dem Morgenland. Die Inschrift nennt Dorothea von Minnigerode als Stifterin dieses Aufsatzes von 1614.
Die bemalte Holzkanzel im Renaissancestil stammt von Hans Zimmermann von Lichtenfels (Franken) aus dem Jahr 1619. Mose als Kanzelträger weist auf das dritte Gebot hin: „Du sollst den Feiertag heiligen“. Der polygonale Kanzelkorb stellt in der Mitte Jesus Christus, den Weltenherrscher, dar, der von den vier Evangelisten gerahmt wird.
Das Grabdenkmal auf der linken Seite des Chorraums (Epitaph) ließ Dorothea von Minnigerode 1616 für ihren 1611 verstorbenen Gatten Johann von Minnigerode aus schwarzem italienischen Marmor und weißem Alabaster anfertigen.
Auf der rechten Chorseite ist das Wappen von Georg Friedrich von Minnigerode platziert, unter dem die Kirche vollendet wurde.
Hervorzuheben ist noch der im Altarraum schwebende barocke Taufengel von 1730.
Der Altaraufsatz, die Kanzel und der Taufengel wurden 2001 restauriert.

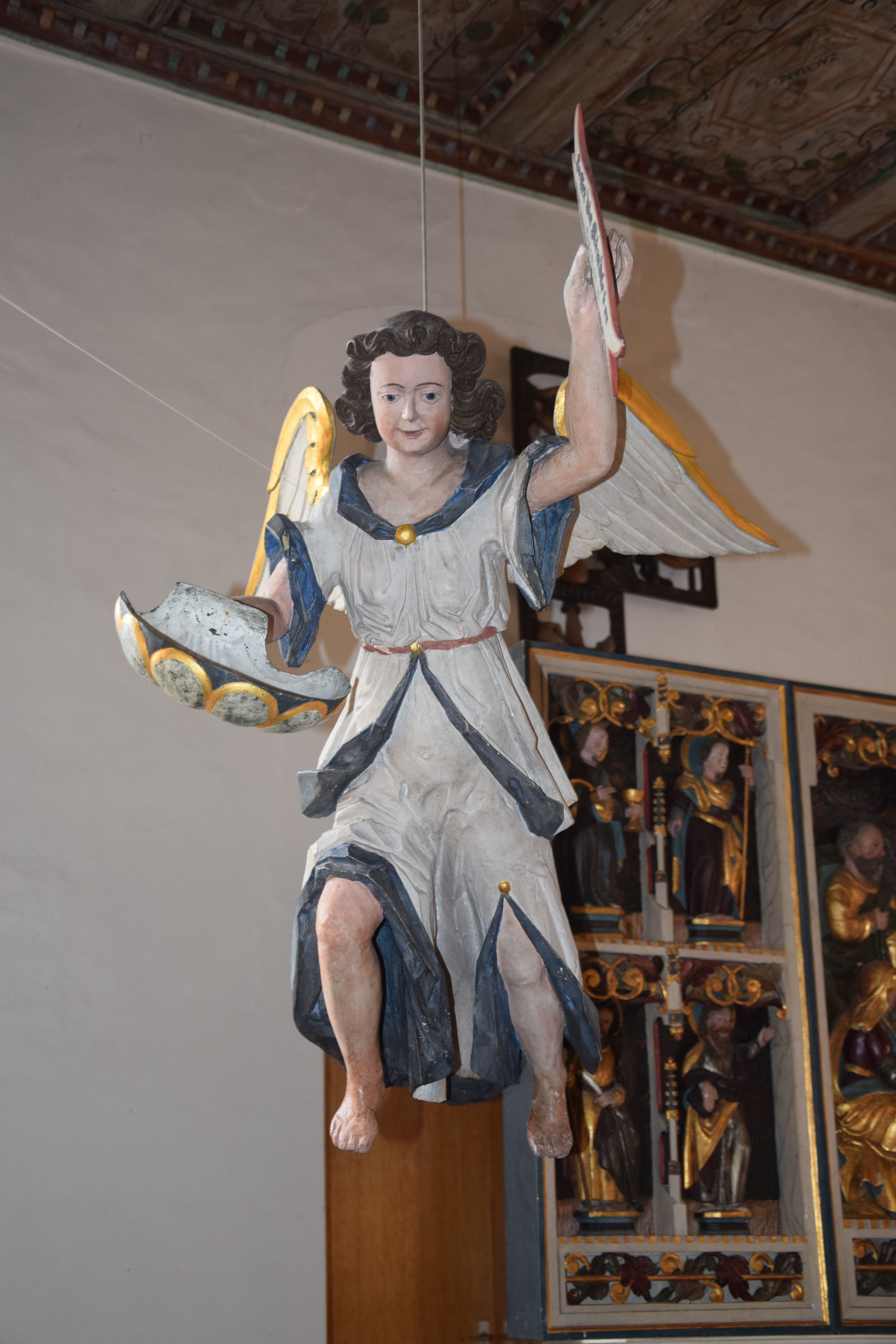
Taufengel von 1730
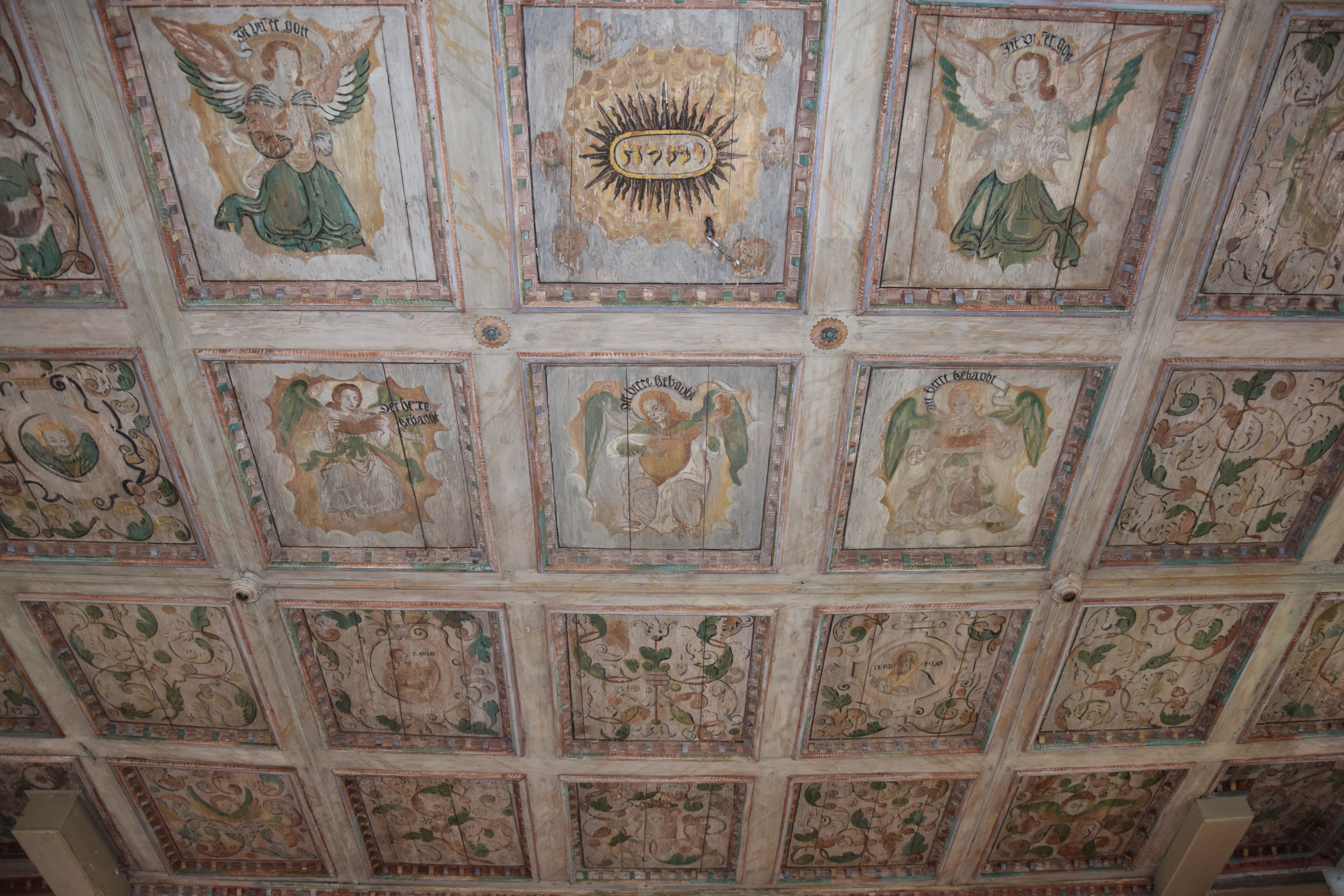
Kassettendecke aus Holz

### Orgel

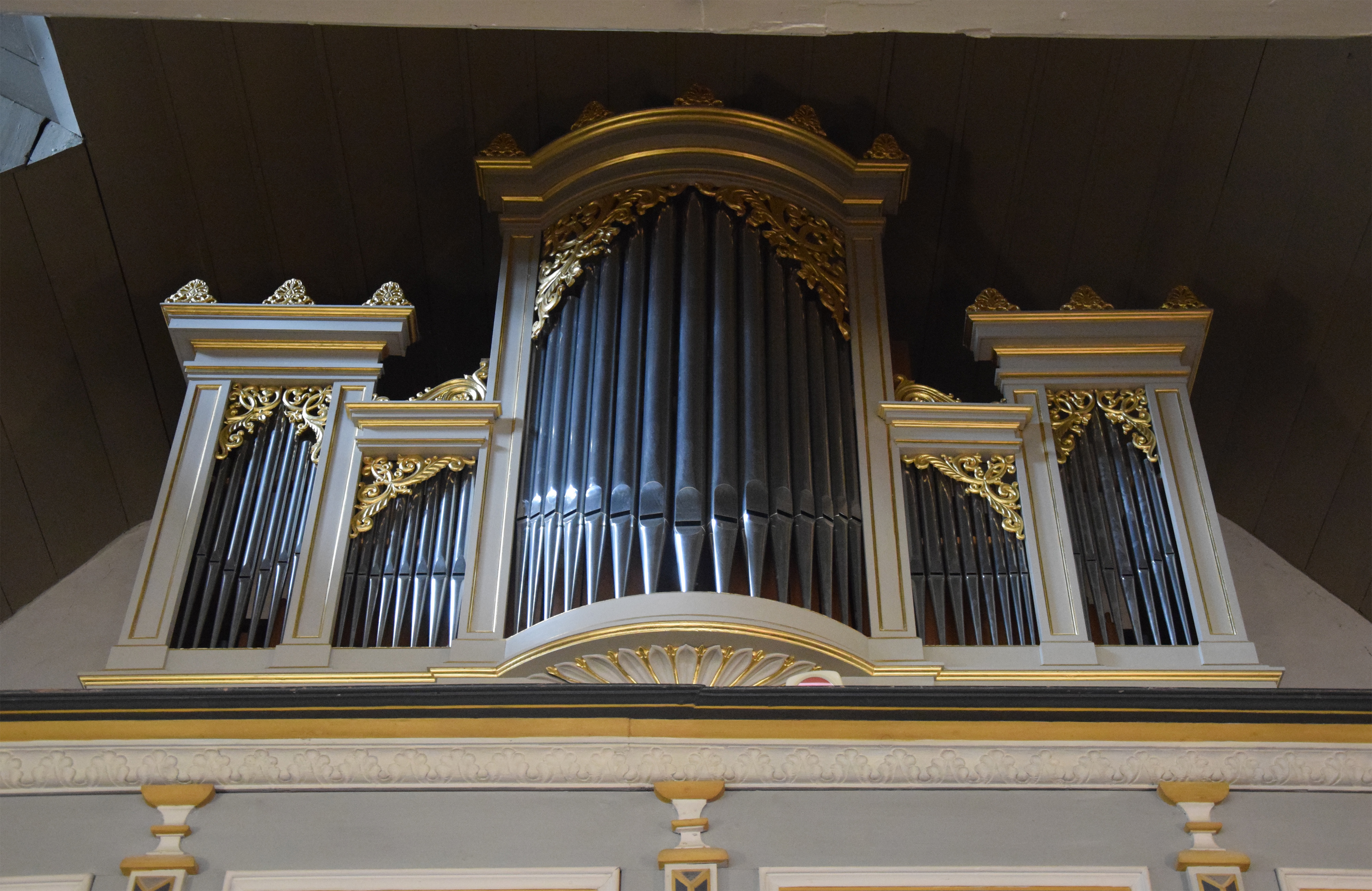
Prospekt der Engelhardt-Orgel von 1851

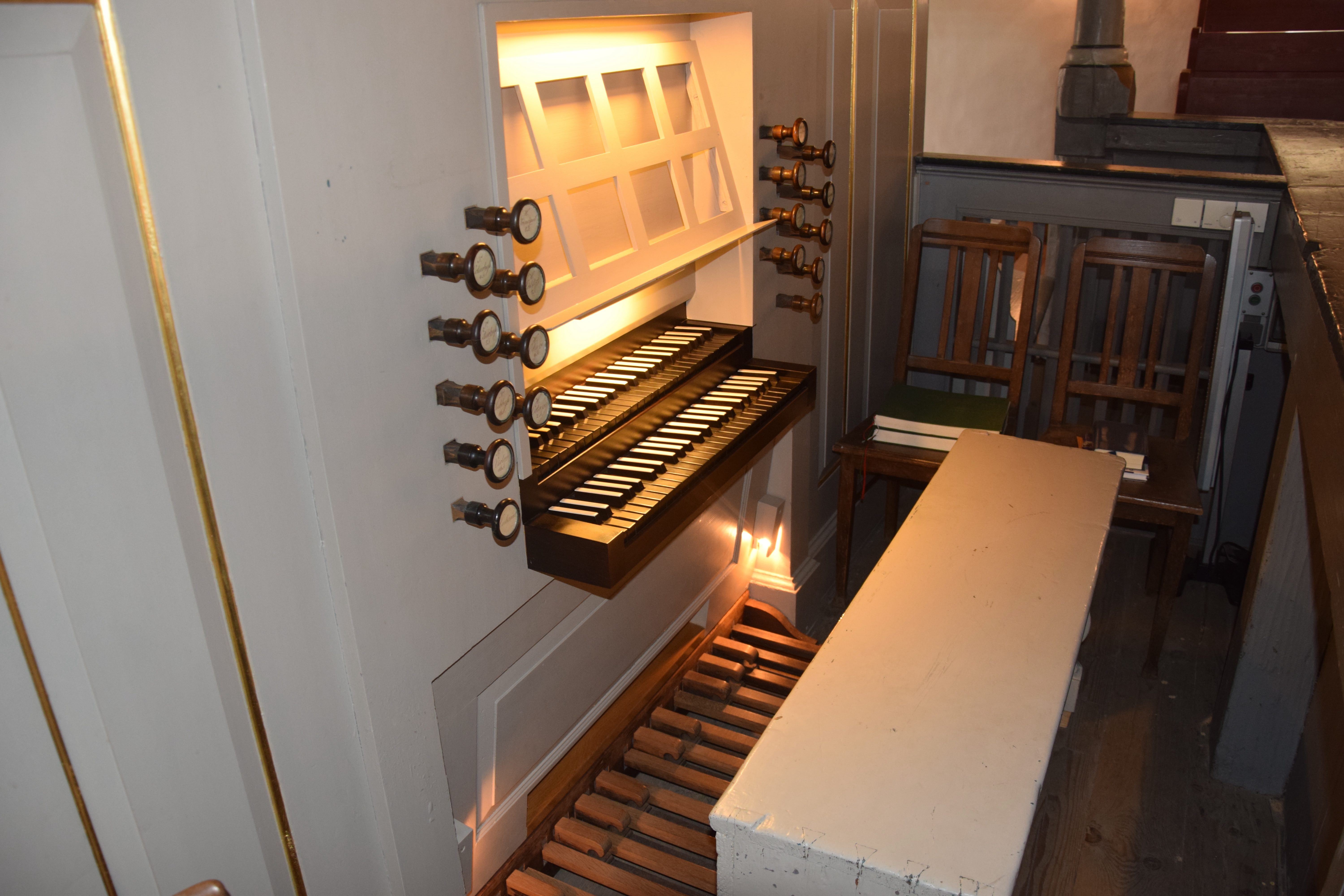
Der Spieltisch der Engelhardt-Orgel

Die zweimanualige Orgel wurde 1851 vom Herzberger Orgelbaumeister Johann Andreas Engelhardt geschaffen und ist im Jahr 2000 von Martin Hillebrand gänzlich überholt worden. Das Instrument verfügt über 16 Register, aufgeteilt auf zwei Manuale und Pedal. Es ist nahezu unverändert erhalten.
Die Disposition lautet:
| I Oberwerk C–d3  |     |
| Lieblich Gedackt | 08′ |
| Salicional       | 08′ |
| Principal        | 04′ |
| Flauto Dolce     | 04′ |

| II Hauptwerk C–d3 |       |
| Bordun            | 16′   |
| Principal         | 08′   |
| Hohlflöte         | 08′   |
| Gemshorn          | 08′   |
| Octave            | 04′   |
| Quinte            | 03′   |
| Octave            | 02′   |
| Mixtur III        | 1 ⁄3′ |

| Pedal C–c1 |     |
| Subbass    | 16′ |
| Violon     | 16′ |
| Octavbass  | 08′ |
| Octavbass  | 04′ |

- Koppeln: I/II

### Glocken

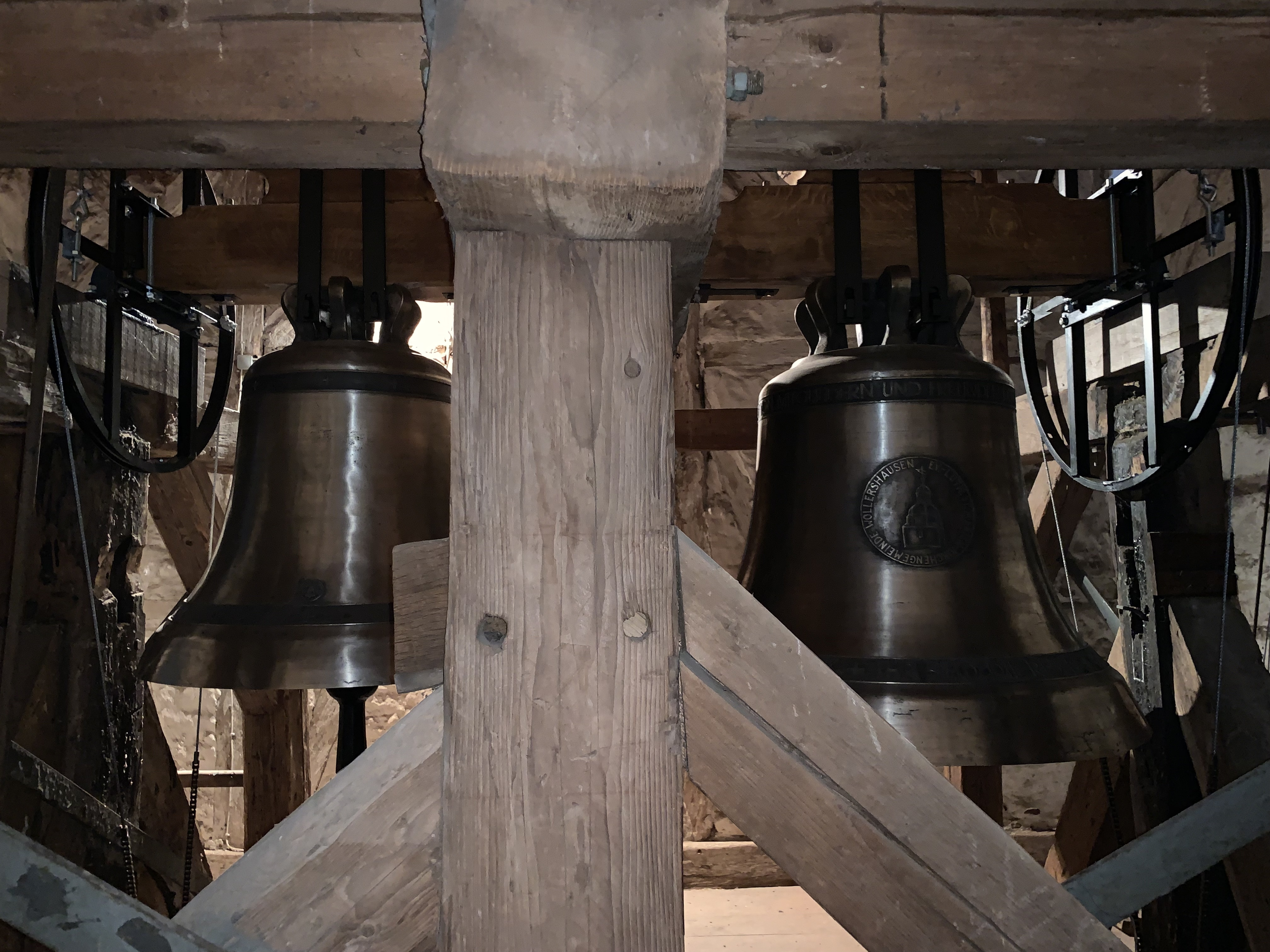
Bronzeglocken von 2023

Ursprünglich besaß die St.-Marien-Kirche zwei Bronzeglocken, von denen jeweils eine im Ersten Weltkrieg und eine im Zweiten Weltkrieg zu Rüstungszwecken abgegeben werden musste. Sie wurden jeweils einige Jahre später durch eine Eisenhartgussglocke ersetzt, sodass die Kirche wieder über ein zweistimmiges Geläut verfügte: Große Glocke (b1) 1925 (Glockengießerei Ulrich und Weule, Apolda), kleine Glocke (des2) 1957 (Wilhelmshütte). Aufgrund von starkem Rostbefall wurden die Eisenhartgussglocken 2023 durch zwei neue Bronzeglocken (fis1 und a1) der Glockengießerei Bachert aus Neunkirchen ersetzt. Die alten Glocken wurden vor der Kirche aufgestellt. In der Laterne des Kirchturms befindet sich eine Schlagglocke (as2) aus dem Jahr 1899 von J. F. Weule aus Bockenem.
| Nr. | Inschrift | Gussjahr | Gießer                               | ∅ (mm)   | Gewicht (kg) | Norminal (16tel) | Anmerkung                             |
| 1   | „Gestiftet von Mitgliedern und Freunden der Kirchengemeinde“ und „Ich bin der Weinstock, ihr seid die Reben. Johannes 15,5“ | 2023     | Glockengießerei Bachert, Neunkirchen | ca. 1010 | ca. 900      | fis1             | Bild: Siegel der Kirchengemeinde      |
| 2   | „Gestiftet von der Gemeinde Wollershausen“ und „Suchet der Stadt Bestes. Jeremia 29,7“                                      | 2023     | Glockengießerei Bachert, Neunkirchen | ca. 900  | ca. 400      | a1               | Bild: Wappen der politischen Gemeinde |
| 3   | | 1899     | J. F. Weule, Bockenem                |          |              | as2              | Uhrglocke                             |

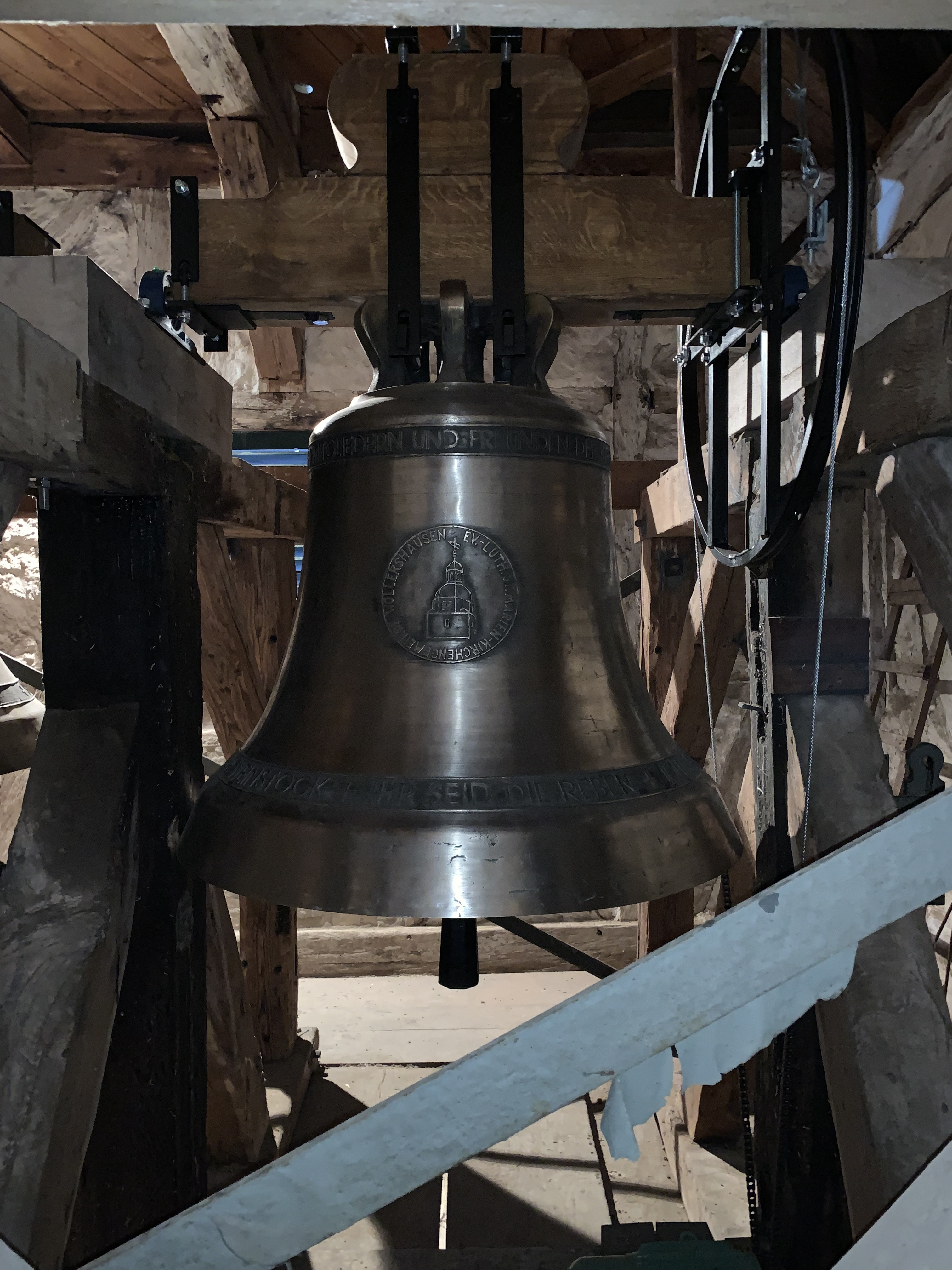
Große Glocke
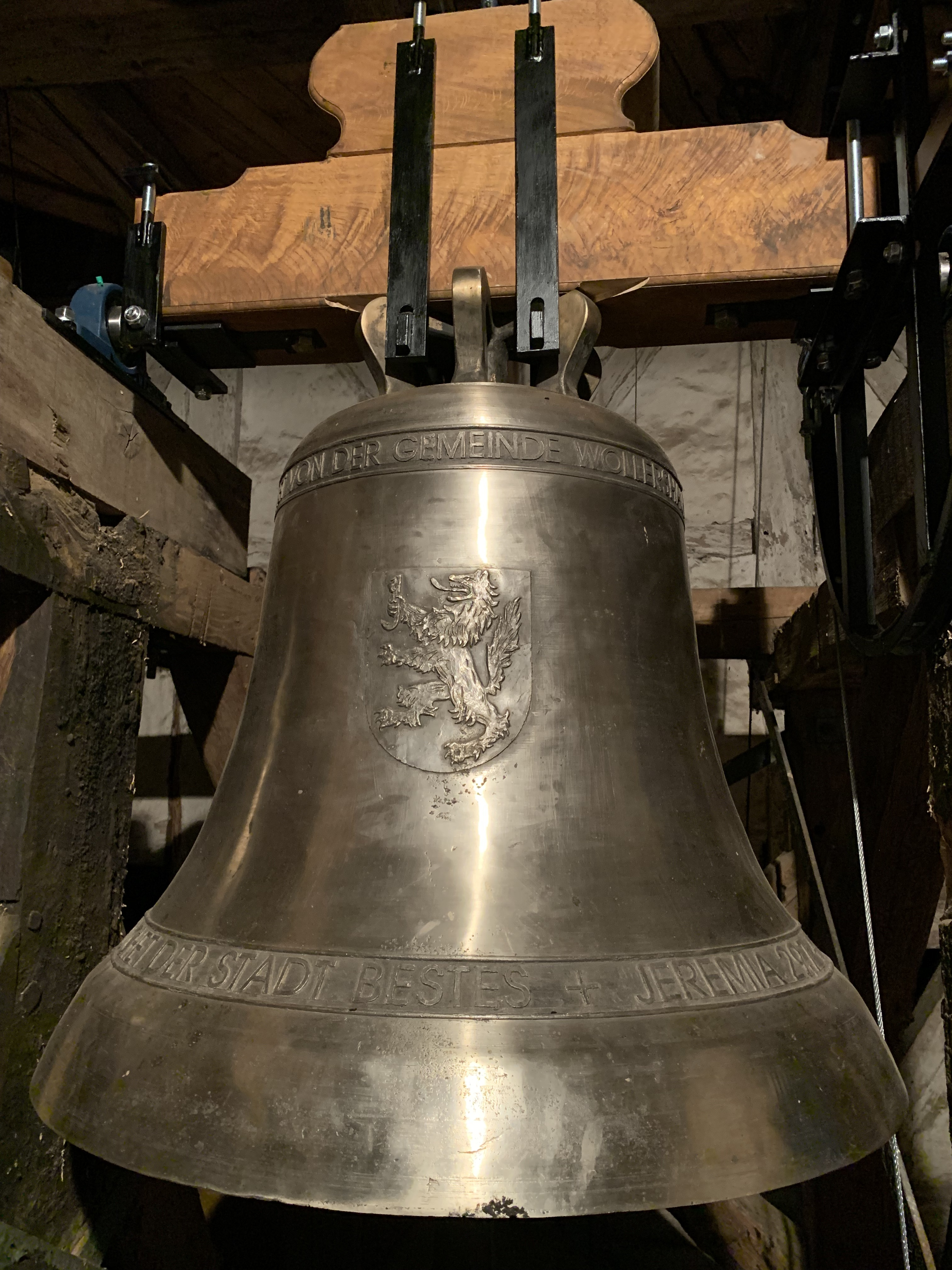
Kleine Glocke